# Jez u Solivárny

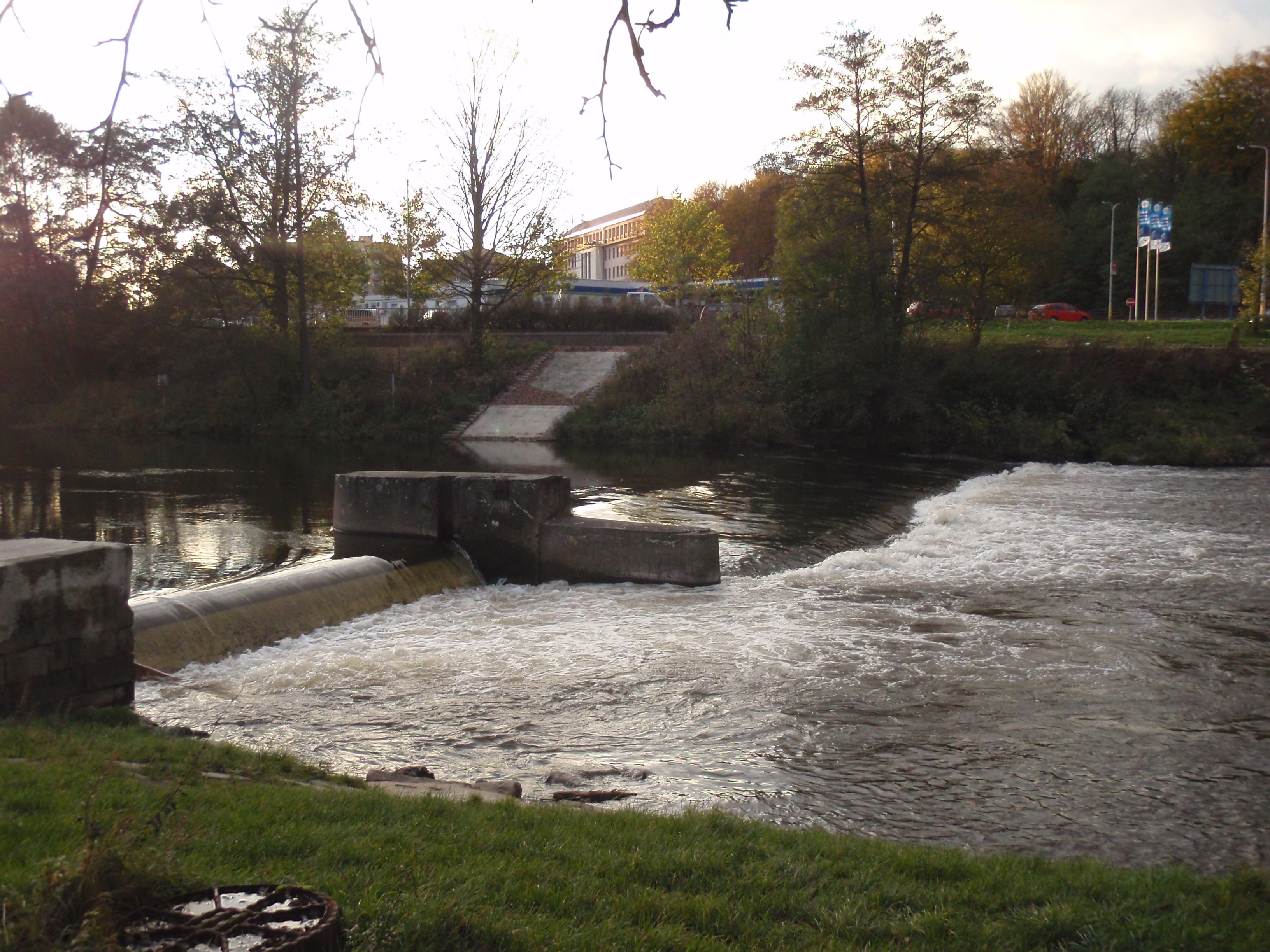
Jez u Solivárny

Jez u Solivárny je 0,8 m vysoký a nachází se na Ohři na říčním kilometru 175,5. Nachází se v Karlových Varech po proudu pod Tuhnickým jezem a mezi Chebským a Ostrovským mostem.

## Sjízdnost
Je zde zavřená šlajsna a jez je narušen; je možné sjet vlevo od propusti nebo lze loď přenést po pravém břehu. Pod levou částí je za vyššího stavu vodní válec a za nižšího kameny.